# Бойко Володимир Іванович
Володи́мир Іва́нович Бо́йко (10 квітня 1928, Прилуки — 11 травня 2006, Київ) — український співак, соліст хору ім. Г. Верьовки, заслужений артист України (1976), народний артист України (1987), лауреат багатьох Всесвітніх фестивалів мистецтв, Почесний громадянин міста Прилуки (вересень 2001).

## Життєпис
Народився в робітничій родині, закінчив у Прилуках неповну середню школу № 13, працював на заводі «Пластмас», з осені 1943 — робітник на тютюновій фабриці.
Брав участь у художній самодіяльності, співава у шкільних гуртках; 1949 поїхав на Донбас — прохідник нижнього штреку на шахті «Никитовка».
1950 взяв участь у конкурсі на заміщення вакантної посади артиста — співака Державного українського народного хору — і з 18 грудня зарахований до складу хору.
Без відриву від виробництва закінчив Київське музичне училище ім. Глієра, та Київський інститут культури.
Виступав в Національному заслуженому академічному українському народному хорі ім. Г Верьовки, був ведучим солістом хору.
1967 року брав участь у днях України в Канаді — Монреаль, за що нагороджений Почесною грамотою Президії Верховної Ради України.
1976 року за гастролі по країнах Латинської Америки присвоєно звання заслуженого артиста України.
1987 — народний артист України.
Лауреат Всесвітніх фестивалів мистецтв у Брюсселі, Монреалі, Москві.
1997 року з колективом здобув «Золотий кубок» на фестивалі фольклорних колективів у Кореї.
Побував із концертами більш як у 50 країнах світу.
У вересні 2001 йому присвоєно звання Почесного громадянина міста Прилуки.
В Прилуцькому краєзнавчому музеї зберігається понад 100 речей, пов'язаних з його іменем.